# Prepona agathus
Prepona agathus är en fjärilsart som beskrevs av Hans Fruhstorfer 1916. Prepona agathus ingår i släktet Prepona och familjen praktfjärilar. Inga underarter finns listade i Catalogue of Life.